# Campeonato Mundial de Patinação Artística no Gelo de 1934
O Campeonato Mundial de Patinação Artística no Gelo de 1934 foi a trigésima segunda edição do Campeonato Mundial de Patinação Artística no Gelo, um evento anual de patinação artística no gelo organizado pela União Internacional de Patinação (em inglês:  International Skating Union) onde os patinadores artísticos competem pelo título de campeão mundial. Nesta edição a competição individual masculina foi disputada entre os dias 16 de fevereiro e 18 de fevereiro na cidade de Estocolmo, Suécia; a competição individual feminina foi disputada entre os dias 10 de fevereiro e 11 de fevereiro na cidade de Oslo, Noruega; e a competição de duplas foi disputada no dia 23 de fevereiro na cidade de Helsinque, Finlândia.

## Eventos
- Individual masculino
- Individual feminino
- Duplas

## Medalhistas
| Evento                        | Ouro                                     | Prata                            | Bronze                               |
| Individual masculino detalhes | Karl Schäfer · Áustria                   | Ernst Baier · Alemanha           | Erich Erdös · Áustria                |
| Individual feminino detalhes  | Sonja Henie · Noruega                    | Megan Taylor · Reino Unido       | Liselotte Landbeck · Áustria         |
| Duplas detalhes               | Emília Rotter · László Szollás · Hungria | Idi Papez · Karl Zwack · Áustria | Maxi Herber · Ernst Baier · Alemanha |

## Resultados

### Individual masculino
| Pos.              | Nome            | Nacionalidade  | Pontos |
| ----------------- | --------------- | -------------- | ------ |
| Medalha de ouro   | Karl Schäfer    | Áustria        | 7      |
| Medalha de prata  | Ernst Baier     | Alemanha       | 26     |
| Medalha de bronze | Erich Erdös     | Áustria        | 26     |
| 4                 | Markus Nikkanen | Finlândia      | 26     |
| 5                 | Dénes Pataky    | Hungria        | 28     |
| 6                 | Graham Sharp    | Reino Unido    | 41     |
| 7                 | Elemér Terták   | Hungria        | 42     |
| 8                 | Gail Borden     | Estados Unidos | 56     |

### Individual feminino
| Pos.              | Nome               | Nacionalidade  | Pontos |
| ----------------- | ------------------ | -------------- | ------ |
| Medalha de ouro   | Sonja Henie        | Noruega        | 7      |
| Medalha de prata  | Megan Taylor       | Reino Unido    | 19     |
| Medalha de bronze | Liselotte Landbeck | Áustria        | 20     |
| 4                 | Vivi-Anne Hultén   | Suécia         | 28     |
| 5                 | Maribel Vinson     | Estados Unidos | 32     |
| 6                 | Grete Lainer       | Áustria        | 48     |
| 7                 | Maxi Herber        | Alemanha       | 55     |
| 8                 | Nanna Egedius      | Noruega        | 55     |
| 9                 | Mollie Phillips    | Reino Unido    | 59     |
| 10                | Erna Andersen      | Noruega        | 73     |
| 11                | Edith Michaelis    | Alemanha       | 70     |
| 12                | Ester Bornstein    | Dinamarca      | 82     |
| 13                | Randi Gulliksen    | Noruega        | 89     |

### Duplas
| Pos.              | Nome                               | Nacionalidade | Pontos |
| ----------------- | ---------------------------------- | ------------- | ------ |
| Medalha de ouro   | Emília Rotter / László Szollás     | Hungria       | 12     |
| Medalha de prata  | Idi Papez / Karl Zwack             | Áustria       | 14     |
| Medalha de bronze | Maxi Herber / Ernst Baier          | Alemanha      | 18     |
| 4                 | Zofia Bilorówna / Tadeusz Kowalski | Polônia       | 30     |
| 5                 | Randi Bakke / Christen Christensen | Noruega       | 32.5   |
| 6                 | Margit Josephson / Anders Palm     | Suécia        | 40.5   |

## Quadro de medalhas
| Ordem | País        | Medalha de ouro | Medalha de prata | Medalha de bronze |   | Ordem por total |
| ----- | ----------- | --------------- | ---------------- | ----------------- | - | --------------- |
| 1     | Áustria     | 1               | 1                | 2                 | 4 | 1               |
| 2     | Hungria     | 1               |                  |                   | 1 | 3               |
| 2     | Noruega     | 1               |                  |                   | 1 | 3               |
| 4     | Alemanha    |                 | 1                | 1                 | 2 | 2               |
| 5     | Reino Unido |                 |                  | 1                 | 1 | 3               |
| TOTAL | TOTAL       | 3               | 3                | 3                 | 9 | —               |